# Dictadura franquista en Cataluña

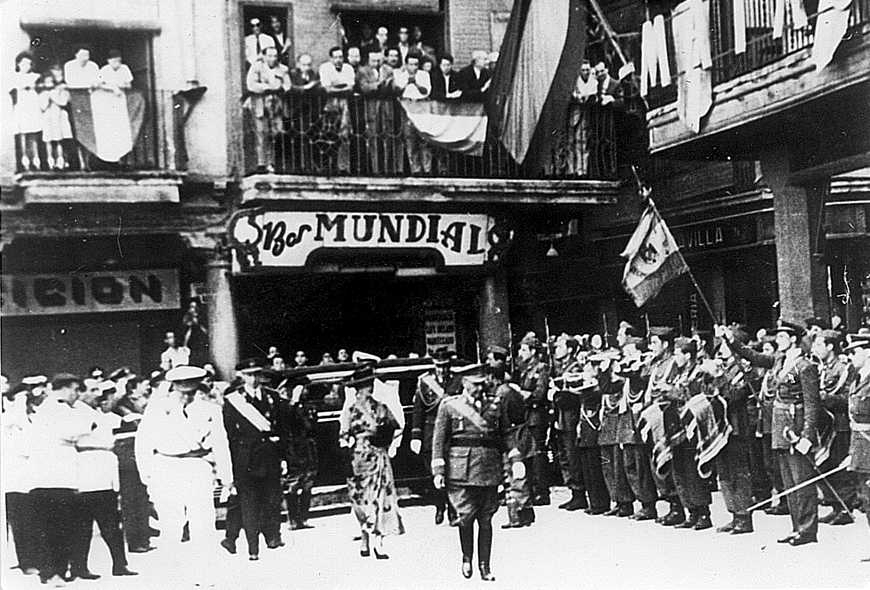
Visita de Franco a Reus (1940).

El franquismo en Cataluña se refiere a las medidas autoritarias tomadas por el régimen de Francisco Franco en dicha región española entre los años 1939 y 1975 , como resultado de la victoria del bando sublevado durante la Guerra Civil Española y caracterizado desde sus inicios por la conocida como represión franquista. La dictadura franquista estuvo marcada por la supresión de las libertades democráticas, represión  a la disidencia y en algunos momentos, por la supresión del catalanismo y según algunos autores de la cultura catalana. Su carácter autoritario y sus objetivos unificadores significaron un intento de dar preferencia a una única cultura y una sola lengua a nivel estatal. El talante en ocasiones anticatalanista del régimen no fue un obstáculo decisivo para que naciera un "franquismo catalán" que se fue forjando durante la guerra y que se alimentó con la victoria de los golpistas.

## Anticatalanismo
Véase también: Minorización del idioma catalán

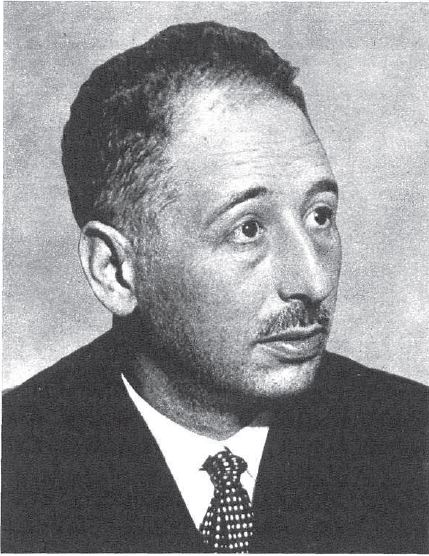
Lluís Companys, segundo presidente de la Generalidad de Cataluña restaurada, fue entregado por la Gestapo, juzgado y fusilado por las autoridades franquistas.

Cataluña fue una región que sufrió dicho odio engendrado durante la Guerra Civil por los golpistas, pues era considerada una región llena de traidores, debido principalmente a los ataques contra el personal y los bienes de la Iglesia. La muestra la tenemos en varios ejemplos: en Tarragona, en enero de 1939, se celebró una misa oficiada por un canónigo de la catedral de Salamanca, José Artero; durante el sermón gritó: "¡Perros catalanes! No sois dignos del sol que os alumbra." En cuanto a los hombres que entraron y desfilaron por Barcelona, Franco dijo que este honor no era "porque hubieran luchado mejor, sino porque eran los que sentían más odio. Es decir, más odio hacia Cataluña y los catalanes."
Un amigo íntimo de Franco, Víctor Ruiz Albéniz ("El Tebib Arrumi"), publicó un artículo donde pedía que Cataluña recibiera "un castigo bíblico (Sodoma y Gomorra) para purificar la ciudad roja, la sede del anarquismo y separatismo como único remedio para extirpar esos dos cánceres por termocauterio implacable", mientras que para Ramón Serrano Súñer, cuñado de Franco y Ministro del Interior, el nacionalismo catalán era "una enfermedad." El hombre designado como gobernador civil de Barcelona, Wenceslao González Oliveros, afirmó que "España se alzó, con tanta o más fuerza contra los Estatutos desmembrados que contra el comunismo y que cualquier tolerancia del regionalismo llevaría otra vez a los mismos procesos de putrefacción que acabamos de extirpar quirúrgicamente."
Incluso conservadores catalanes, como Francisco Cambó, se estremecieron supuestamente por el odio y el espíritu de revancha mostrado por Franco. Cambó escribió en su Diario en referencia a Franco: "Como si no sintiera ni comprendiera la situación miserable, desesperada, en que se encuentra España y no pensara más que en su victoria, siente la necesidad de recorrer todo el país (...) como un torero para recoger aplausos, cigarros, sombreros y alguna americana escasa."

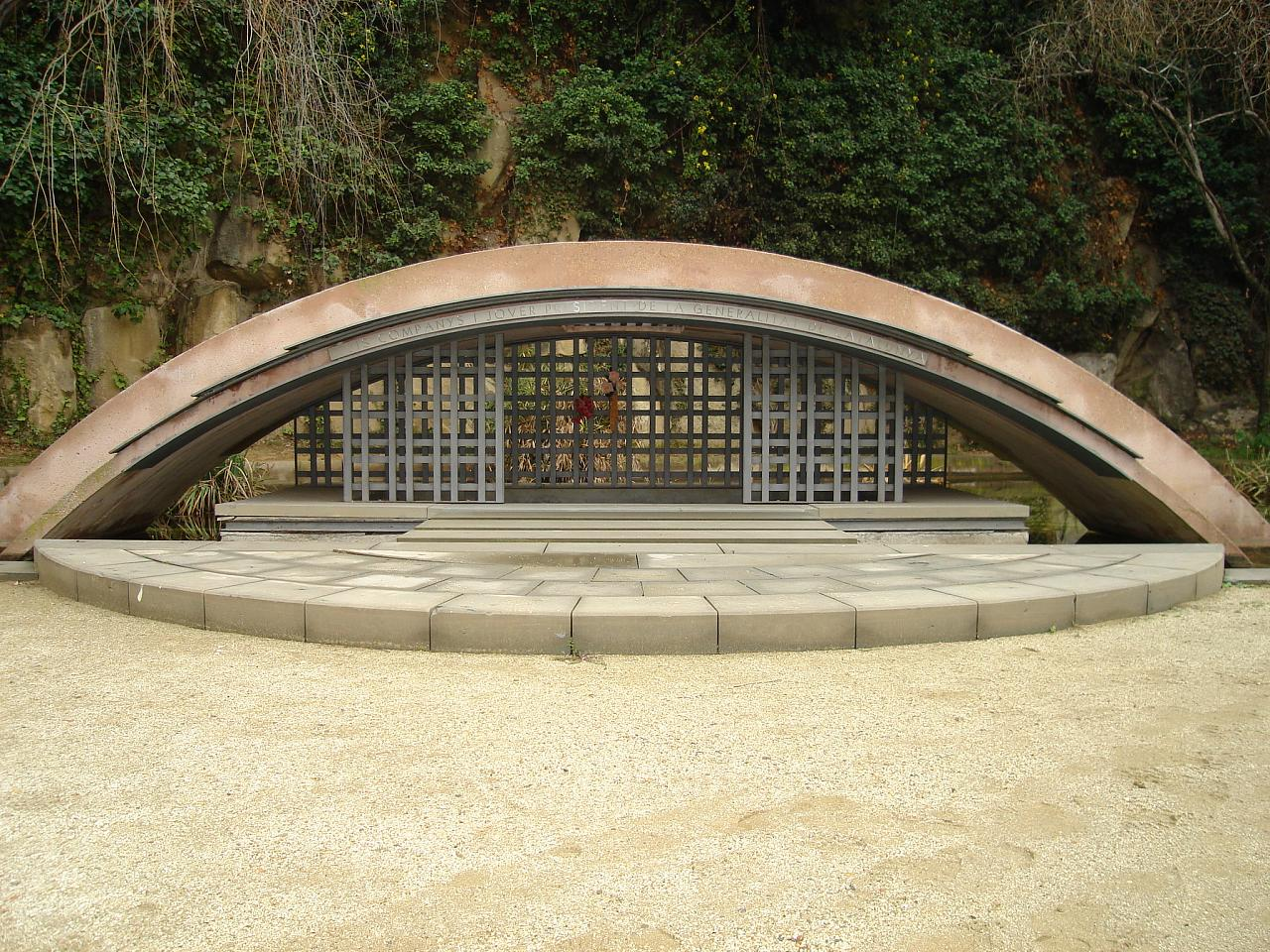
Tumba de Lluís Companys, el presidente catalán fusilado por las autoridades franquistas, en el Fossar de la Pedrera.

El que había sido el segundo presidente de la Generalidad de Cataluña, Lluís Companys, se exilió a Francia, como muchos otros, en enero de 1939. Las autoridades españolas pidieron la extradición a los alemanes. Queda la duda histórica de si fue detenido por la Gestapo o por la policía militar alemana, también conocida como la Feldgendarmerie. En todo caso la detención se produjo el 13 de agosto de 1940 con la inmediata deportación de Lluís Companys a la España franquista. Después de un consejo de guerra sumarísimo, fue fusilado el 15 de octubre de 1940, en el Castillo de Montjuïc, paradójicamente, por rebelión militar, pues había proporcionado armas al bando rojo. Desde entonces han sido muchas las reivindicaciones para que se anule aquel juicio sin ninguna garantía. De momento, ninguna de ellas ha prosperado.
Por otra parte, durante el período franquista se instalaron diversas empresas públicas del Estado en la región. Esto comportó una renovación económica e industrial para Cataluña, así como un notable crecimiento demográfico debido sobre todo por la llegada de trabajadores de otras regiones de España.

### La represión franquista
El franquismo supuso en Cataluña, como en el resto de España, la anulación de las libertades democráticas, la prohibición y persecución de los partidos políticos (salvo Falange Española Tradicionalista y de las JONS), la clausura de la prensa no adscrita a la dictadura militar y la eliminación de las entidades de izquierdas. Además, se suprimieron el Estatuto de Autonomía y las instituciones de él derivadas, y se derogó la oficialidad de la lengua catalana, reduciendo su uso sobre todo en la administración, en los medios de comunicación, en la escuela, en la universidad, en la señalización pública y en general en toda manifestación pública. Los vencidos fueron desvertebrados. A los numerosos muertos durante la guerra hay que sumar los que fueron fusilados tras la victoria franquista, como el propio presidente Lluís Companys; muchos otros, obligados al exilio, no volverían a su país; gran número de los que no huyeron fueron encarcelados; y muchos más fueron "depurados" e inhabilitados para ocupar cargos públicos o ejercer determinadas profesiones, lo que les dejó en pésima situación económica en una época ya dura de por sí. Un pequeño sector de anarquistas y comunistas intentó librar una guerra de guerrillas en unidades conocidas como maquis. Su acción más destacada fue la invasión del Valle de Arán.
A partir de la represión, el franquismo creó unas redes de complicidad en la que miles de personas se vieron implicadas o fueron cómplices, de todas las maneras posibles, del derramamiento de sangre infligido, de las persecuciones efectuadas, de la vida de cientos de miles de personas en las cárceles, los campos de concentración o los Batallones de Trabajadores. En definitiva, de las formas más diversas de represión: política, social, laboral, ideológica y, en el caso de Cataluña, de un intento de minorización cultural que pretendía hacer menos notable su específica personalidad regional.
Además, se suprimieron el Estatuto de Autonomía y las instituciones de él derivadas, y se persiguió de manera sistemática la lengua y la cultura catalanas, sobre todo en la administración, en los medios de comunicación, en la escuela, en la universidad, en la señalización pública y en general en toda manifestación pública. El catalán fue excluido de la esfera pública y administrativa y quedó reducido al uso familiar y vecinal. El castellano pasó a ser la única lengua de la enseñanza, de la administración y de los medios de comunicación. La situación se agravó por las grandes oleadas inmigratorias de castellanoparlantes del siglo XX, sobre todo las de los años 60 y 70, procedentes del resto de España, sobre todo de Andalucía y Extremadura, y que en gran parte se concentraron en el área metropolitana de Barcelona. Todo esto provocó un gran retroceso del uso social del catalán y de su conocimiento, hasta el punto que en Cataluña el castellano superó al catalán como lengua materna por primera vez en su historia. En Cataluña el factor más importante del bilingüismo social es la inmigración desde el resto de España en el siglo XX. Se ha calculado que, sin migraciones, la población de Cataluña habría pasado de unos 2 millones de personas en 1900 a 2,4 en 1980, en vez de los más de 6,1 millones censados en esa fecha (y superando los 7,4 millones en 2009); es decir, la población sin migración habría sido solamente el 39 % en 1980. 
Globalmente, la casi total exclusión del catalán del sistema educativo y las severas limitaciones a su uso en los medios de comunicación de masas durante todos estos años, tuvo consecuencias de larga duración y que estarían presentes años después del final de la dictadura, como se observa en las altas tasas de analfabetismo en catalán que se da entre las generaciones escolarizadas en esos años: en 1996 solo un tercio del tramo de edad comprendido entre los 40 y los 44 años era capaz de escribir en catalán, hablado por el 67 % de los censados, cifras que descendían al 22 % de los mayores de 80 años capaces de escribirlo con un 65 % de hablantes.
La Vanguardia Española de 12-9-1967 explica que el Institut d’Estudis Catalans (escrito así, en catalán, bajo Franco) solicita al Ministerio de Educación que se autorice la enseñanza del catalán «en los centros de educación del Estado radicados en Cataluña», posteriormente extensible a «aspectos diversos del arte, la literatura y el resto de conocimientos de la vida y la historia catalanas».
Mientras el Ministerio lo tramita, y «como primer paso hacia objetivos más dilatados», el Ayuntamiento de Barcelona se dispone a impartir enseñanza de catalán «gratuita y voluntaria» desde octubre de 1967 en la enseñanza primaria. «El Ministerio contempla esta iniciativa con la mejor disposición y no ha puesto ni una sola objeción.» Habrá 2 profesores por escuela pero podrán aumentar si es necesario. Se impartirá 1 hora de clase al día, es decir, 5 horas semanales.

«A partir de la represión, el franquismo creó unas redes de complicidad en que miles de personas se vieron implicadas o fueron cómplices, de todas las maneras posibles, del derramamiento de sangre infligido, de las persecuciones efectuadas, de la vida de centenares de miles de personas en las prisiones, en los campos de concentración o en los Batallones de Trabajadores. En definitiva, de las formas más diversas de represión: política, social, laboral, ideológica, y, en el caso de Cataluña, de un intento de genocidio cultural que pretendía hacer desaparecer de raíz su especifica personalidad nacional...»
Josep Maria Solé i Sabaté y Joan Vilarroya i Font

## Los prisioneros en Cataluña
Los máximos responsables de los depósitos municipales de detenidos o prisioneros políticos, eran los alcaldes de cada una de las poblaciones. La vigilancia estaba a cargo del alguacil o de las milicias de la FET y de las JONS, siempre que el pueblo no tuviera un cuartel de la Guardia Civil.
En 1940 el total de hombres y mujeres encarcelados (presos políticos) era de 27.779 personas. Esto significaba el 0,95% del total, en aquellas fechas, de la población de Cataluña (2.915.757 habitantes) y evidenciaba que el alcance masivo de la represión sobre el conjunto de la población catalana seguía siendo importante, meses después del fin de la Guerra Civil.
A pesar de ser la provincia de Barcelona la que sumó un mayor número de presos, las cifras absolutas relativas al número total de personas encarcelada en las cuatro provincias catalanas muestran que el porcentaje más elevado se encontraba en las provincias de Tarragona y Lérida con un 11,2%. Estos datos confirman la intensidad de la represión franquista en Cataluña.
|  |

| PRISIÓN | HOMBRES | MUJERES |

| PROVINCIA DE BARCELONA |

| Barcelona: La Modelo, Pueblo Nuevo, Palacio de las Misiones, San Elías y la de mujeres de Las Cortes | 13.325 | 1.184 |

| Arenys de Mar | 51 |  |

| Badalona | 64 |  |

| Berga | 82 |  |

| Granollers | 175 |  |

| Manresa | 505 |  |

| Igualada | 54 |  |

| Mataró | 99 |  |

| San Feliu de Llobregat | 75 |  |

| Sabadell | 381 |  |

| Tarrasa | 537 |  |

| Vich | 317 |  |

| Villafranca del Penedés | 13 |  |

| Villanueva y Geltrú | 123 |  |

| TOTAL | 15.801 | 1.184 |

| PROVINCIA DE GERONA |

| Provincial y Partidos: Seminario Diocesano y convento de las "Adoratrius" para mujeres de Figueras | 3.170 |  |

| PROVINCIA DE TARRAGONA |

| Provincial (Pilats), la "Punxa" y las "Oblates" para mujeres | 2.691 | 593 |

| Reus | 375 |  |

| Tortosa | 114 |  |

| El Vendrell | 2 |  |

| Montblanc | 16 |  |

| Gandesa | 20 |  |

| Falset | 125 |  |

| Valls | 27 |  |

| Mora de Ebro | 2 |  |

| TOTAL | 3.372 | 593 |

| PROVINCIA DE LÉRIDA |

| Lérida: Provincial (hombres y mujeres) y el Seminario Viejo | 2.911 | 153 |

| Cervera | 146 |  |

| Seo de Urgel | 89 |  |

| Viella | 49 |  |

| Solsona | 143 |  |

| Borjas Blancas | 143 |  |

| Sort | 25 |  |

| TOTAL | 3.506 | 153 |

|  |

| TOTAL CATALUÑA | 25.849 | 1.930 |

| TOTAL HOMBRES Y MUJERES: 27.779 |

## La persecución de los libros
Hasta 1946, y sin que rigiera ninguna norma escrita, se detuvo la edición impresa en catalán. A pesar de ello, en 1941 se reeditó de manera clandestina Poesies de "Lo Gayter del Llobregat", en conmemoración del centenario de la edición original, tal como 100 años atrás había marcado el movimiento de la Renaixença. Fue presentado en el homenaje a su autor, Joaquim Rubió i Ors, en uno de los primeros actos clandestinos.
Los tres libros constitutivos de la reanudación literaria fueron editados por jóvenes. Las obras fueron (con una tirada de 100 ejemplares cada uno): las Elegías de Bierville (1943) de Carles Riba , El aprendiz de poeta (1943) de Josep Palau i Fabre, y Cementeri de Sinera (1946) de Salvador Espriu.
Un sentido básico de continuidad tienen las grandes obras, ya en la coyuntura posterior a 1946, que fueron encargadas a escritores consagrados que volvieron del exilio el bienio 1942-1943. En este capítulo se encuentran la traducción de la Odisea (1948) por Carles Riba, o las del pedagogo Alexandre Galí, Historia de las Instituciones, que son todavía obras básicas.

## La reanudación pública del libro

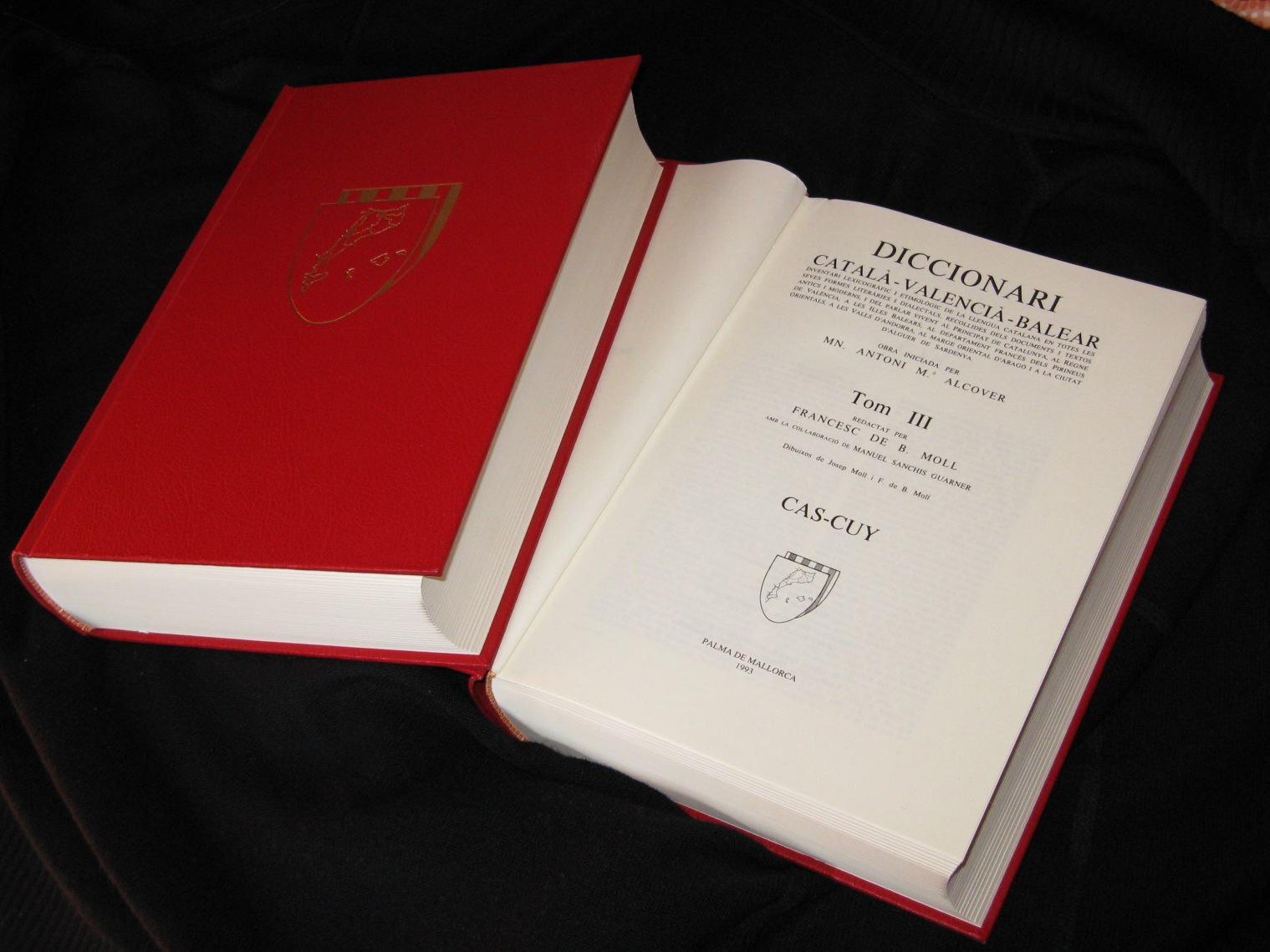
La versión impresa del Diccionari català-valencià-balear.

Con la victoria de los aliados en la Segunda Guerra Mundial, el franquismo tuvo que corregir parcialmente la política de represión total de la lengua y del libro. Este cambio representaba, de facto, el reconocimiento de la lengua y la literatura catalanas. Así lo atestiguaba el Instituto de Estudios Catalanes al editar, en 1947, un primer volumen de tema no humanístico, para demostrar que el catalán era una lengua de ciencia.
Lo que se denominó la escletxa (la brecha) se abrió en mayo de 1946, con la autorización de teatro en catalán, del Orfeón Catalán, y de la edición de algunos libros en catalán. La medida, muy restrictiva, sólo afectó a libros de bibliófilo, de folclore y algún clásico, pero nada de ensayo, ni traducciones, ni historia, ni novela, ni divulgación, ni infantiles ni juveniles, porque se quería impedir el acceso de estos últimos a la lectura.
En 1949 el filólogo Francesc de Borja publicó el Diccionari català-valencià-balear (Diccionario catalán-valenciano-balear), completado en 1962, y que llevó a una campaña en todos los autodenominados Països Catalans -Países Catalanes-, que afirmaba la unidad de la lengua, a la vez que se convirtió en un mensaje de afirmación de la identidad catalana.

## Catalanes adeptos al régimen

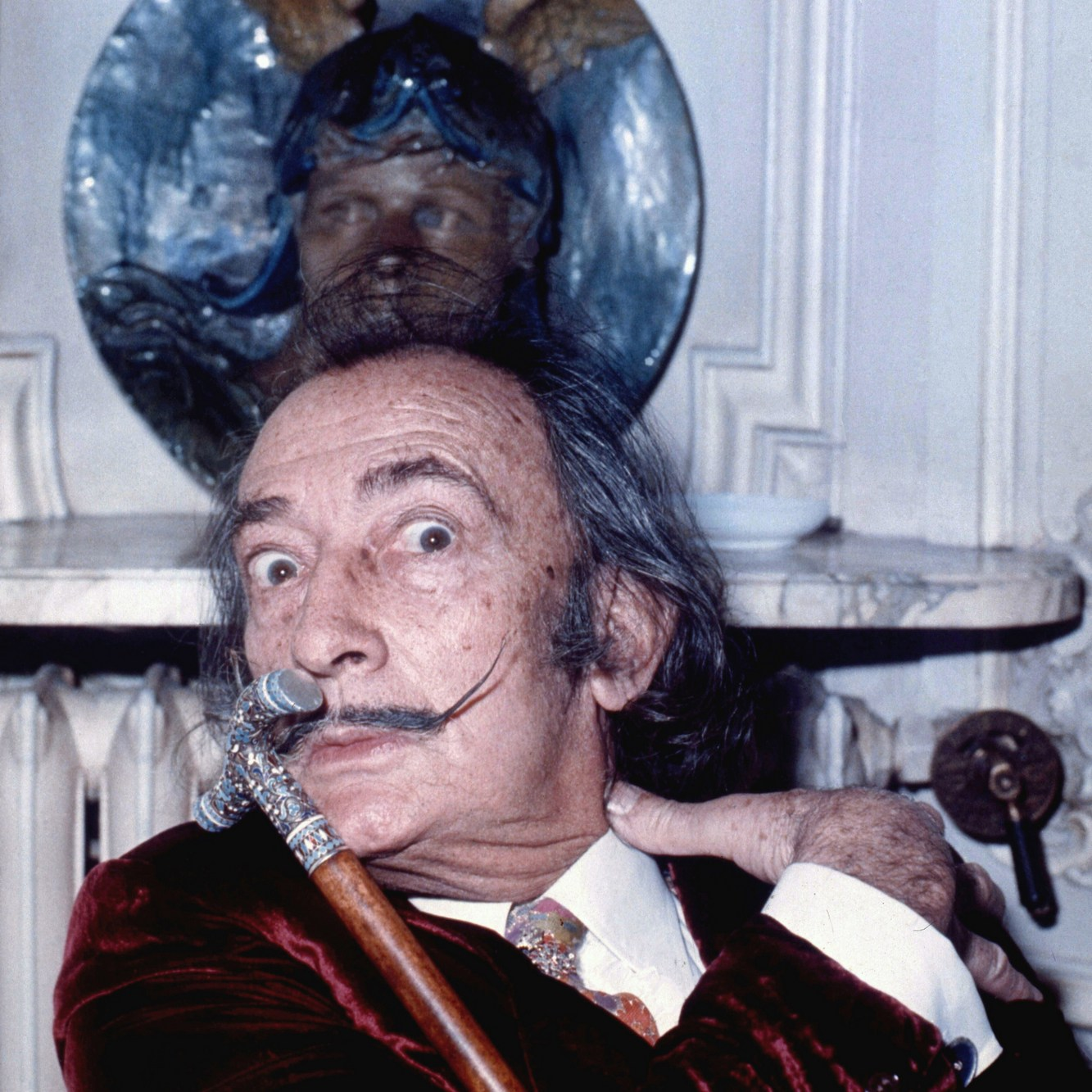
Salvador Dalí retratado en París en 1972.

Juan Antonio Samaranch.

En Cataluña fueron muchos los intelectuales (pintores, escritores, periodistas, etc.) y empresarios que comulgaron con el franquismo, recibiendo a cambio el beneplácito y los favores del régimen. Algunos de ellos escondidos bajo la conservadora Lliga Regionalista, rebautizada después como Lliga de Catalunya, de Francesc Cambó. Personajes como Salvador Dalí, Josep Pla o Juan Antonio Samaranch, son un ejemplo.
En 1936 André Breton expulsó a Dalí de su círculo surrealista por sus tendencias nacionalcatólicas, convirtiéndose el artista ampurdanés en uno de los intelectuales que apoyaron a Francisco Franco al ascender al poder después de la Guerra Civil Española. En 1949 regresó a Cataluña, tras una estancia en Estados Unidos, con el visto bueno del gobierno franquista, que lo utilizó como propaganda política, lo que fue muy criticado por numerosos intelectuales y progresistas.
Josep Pla, catalanista moderado, en 1921 fue elegido diputado de la Mancomunidad de Cataluña por la Lliga Regionalista en su comarca natal, el Bajo Ampurdán. Después de un exilio en Roma, en enero de 1939 volvió a Barcelona, junto a Manuel Aznar y otros periodistas franquistas, para hacerse cargo de la dirección del diario La Vanguardia.
Juan Antonio Samaranch, afiliado a Falange desde muy joven, inició su carrera política en el Ayuntamiento de Barcelona al ser nombrado concejal de Deportes en 1955. Bajo el régimen franquista ocupó los cargos de Procurador en Cortes, Delegado Nacional de Deportes y presidente de la Diputación de Barcelona, hasta que llegó a la presidencia del Comité Olímpico Internacional (1980-2001). En 1985 recibió la Medalla de Oro de la Generalidad de Cataluña, y en 1988 le fue concedido el Premio Príncipe de Asturias de los Deportes. Murió el 21 de abril de 2010 en Barcelona, y su cuerpo fue expuesto en una capilla ardiente en el Palacio de la Generalidad de Cataluña, a la vez que fue celebrada una misa que reunió unas 4.000 personas en la Catedral de Barcelona, oficiada por el arzobispo de Barcelona, Lluís Martínez Sistach. Sin embargo, los últimos años fueron notables, pero no mayoritarias, las críticas a su posición ambigua ante el franquismo.
De entre los alcaldes franquistas cabe destacar a José María de Porcioles (alcalde de Barcelona) y el paradigmático Josep Gomis en Montblanch. José María de Porcioles (1904-1993) fue el alcalde de Barcelona que más tiempo ocupó este cargo durante el régimen franquista. La administración municipal de Porcioles fue en general poco coherente desde un punto de vista presupuestario y político, además de protagonizar un desarrollo urbano descontrolado. En 1983, durante la alcaldía de Pasqual Maragall, le fue concedida la medalla de oro de la ciudad de Barcelona —no hay que olvidar que Maragall había formado parte, como alto funcionario del Ayuntamiento, durante la etapa Porcioles—. En su funeral fue homenajeado, entre otras autoridades, por el entonces alcalde Maragall como una figura catalanista, lo que supuso un alud de críticas.
Josep Gomis Martí (Montblanch, 1934) fue uno de los políticos del siglo XX con una trayectoria más amplia y prolífica: veinticinco años en el Ayuntamiento de Montblanch, de los cuales dieciséis como alcalde (1964-1980), diputado provincial, Procurador en Cortes, Presidente de la Diputación de Tarragona (1980-88), diputado a Cortes por Convergència i Unió en las legislaturas de 1982 y 1986, consejero de Gobernación de la Generalidad de Cataluña (1988-1992), delegado del Gobierno de la Generalidad en Madrid (1993-2002) y presidente del Consejo Social de la Universidad Rovira i Virgili (2002-04). El 29 de julio de 1996 fue nombrado hijo predilecto de la villa de Montblanch.
El Fútbol Club Barcelona tampoco se escapó, y fueron muchos los presidentes que comulgaron con el régimen, entre ellos Narcís de Carreras, que militó en la Liga Catalana y fue colaborador de Francesc Cambó hasta 1939. Posteriormente fue presidente del Fútbol Club Barcelona (1968-1969) y de La Caixa de Pensions (1972-1980), concejal del Ayuntamiento de Barcelona y procurador en Cortes (1967-1971).
En contrapartida, Josep Suñol i Garriga, también presidente del Barça y destacado militante de Esquerra Republicana de Catalunya, fue fusilado el 6 de agosto de 1936 en la sierra de Guadarrama, sin juicio previo, por las tropas franquistas. Suñol había sido detenido, junto con el periodista Ventura Virgili, un chófer y un oficial, cuando visitaban el frente. Incluso después de su muerte, se le abrió un expediente en virtud de la aplicación de la Ley de Responsabilidades Políticas de 9 de febrero de 1939. Como homenaje a su barcelonismo y catalanidad, la peña barcelonista de Palafolls lleva su nombre.

## Una década de represión
Entre 1953 y 1963, en España persistió la dictadura y las persecuciones, las detenciones, las torturas, los juicios sin garantías, los encarcelamientos y el asesinato de muchos luchadores por la libertad y la democracia, como también de comunistas y anarquistas. Dos meses antes del Congreso Eucarístico Internacional, celebrado en Barcelona en 1952, aunque hubo cinco ejecuciones en el Camp de la Bota y durante años seguirían en vigor la Ley de responsabilidades políticas y de la represión de la masonería y el comunismo.
Fue en esta década (1953-1963) cuando desaparecieron los maquis y la guerrilla rural y urbana. Se extendió la red de la represión policial y judicial para hacer frente a la protesta obrera, y para llevar a cabo el control y la censura de publicaciones, del teatro, del cine y de la enseñanza. El aparato del franquismo lo formaban el Gobierno del Estado, los gobiernos civiles provinciales, la policía uniformada y la de investigación política y social. Asimismo, se extendió la multiplicidad de tribunales jurisdiccionales, militares y el Tribunal de Orden Público (TOP), que no fue disuelto hasta 1977 por un decreto de Juan Carlos I, aunque la mayor parte de los jueces del TOP fueron ascendidos y acabaron en el Tribunal Supremo o la Audiencia Nacional, que se creó el mismo día en que se disolvía el TOP.

### La huelga de tranvías en Barcelona

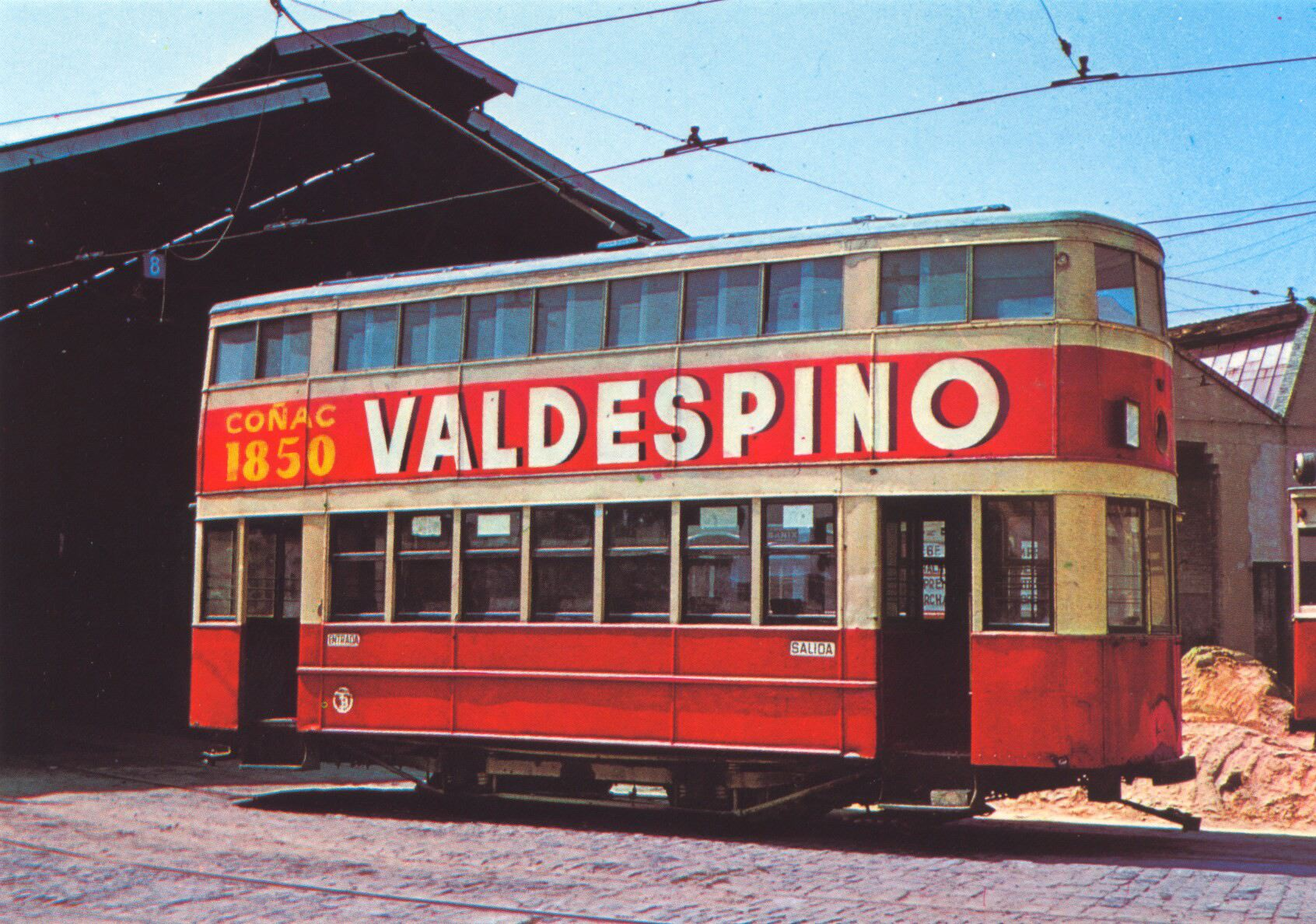
Tranvía en Barcelona en los años 1950.

El motivo inicial fue el aumento del precio del billete y el agravio comparativo que se establecía con el precio del mismo servicio en Madrid, pero la protesta expresaba el profundo malestar entre la población por las durísimas condiciones de vida que sufrían muchos desde el fin de la Guerra Civil, y es que la huelga de tranvías de 1951, que duró dos semanas, fue, sin duda, un punto de inflexión en la historia de la oposición al franquismo. No coger el tranvía no era ningún delito.
El carácter pacífico de la huelga, la implicación de diversos y nuevos sectores sociales, la participación en el boicot de una parte de los mismos falangistas, la situación de debilidad del gobernador, Eduardo Baeza Alegría, y la negativa explícita por parte del capitán general de intervenir, alegando que "no podía disparar contra ciudadanos que, simplemente, no cogían un medio de transporte", hicieron extremadamente difícil la represión del movimiento. El gobernador civil, Eduardo Baeza, empleó la Guardia Civil en duros enfrentamientos que provocaron muertos el 12 de marzo. Finalmente, tanto él como el alcalde de Barcelona, José María de Albert Despujol, fueron destituidos y la subida de precios fue anulada. La huelga de tranvías había marcado el inicio de una época.
Una huelga similar se repitió en 1957, prolongándose durante doce días y contando con el apoyo del mundo intelectual, encabezado por Jaume Vicens Vives, y donde también participaron personajes como Josep Benet, Maurici Serrahima, Edmon Vallès, Santiago Nadal, Salvador Millet o Rafael Tasis.

### Primer estado de excepción
El Consejo de Ministros del Gobierno español, reunido el viernes 10 de febrero de 1956, dio luz verde a un decreto ley de la Presidencia del Gobierno, avalado por el mismo Jefe de Estado, Francisco Franco, en el que se suspendían por primera vez, y durante tres meses, dos artículos del Fuero de los Españoles, compendio de derechos y deberes vigentes durante la España franquista. En concreto, quedaban sin validez los artículos XIV y XVIII por los que se negaba la libertad de cambiar de residencia, se permitía todo tipo de detención por parte de las fuerzas de orden público y no se garantizaban los derechos de los detenidos. Esta fue la severa reacción a los disturbios y enfrentamientos estudiantiles que el día antes habían sacudido la capital de la Nación, donde un joven universitario falangista, Miguel Álvarez Pérez, fue gravemente herido en una pelea entre estudiantes falangistas y antifranquistas. Los hechos ocurrieron en la Universidad Complutense de Madrid entonces conocida como Universidad Central.

## Los maquis
Los maquis fueron los grupos de la Resistencia francesa que, escondidos en las regiones poco pobladas, bosques o montañas, lucharon contra la ocupación alemana de este país durante la Segunda Guerra Mundial.
Por extensión, y atendiendo a este significado de resistencia, el término maquis designa también los grupos armados que operaron en territorio español, especialmente en la Cordillera Cantábrica, los Pirineos, Cataluña, Comunidad Valenciana, Aragón y Andalucía, finalizada la Guerra Civil Española, para oponerse a la institucionalización del régimen franquista. A partir del verano de 1944, cuando se liberó Francia de las fuerzas alemanas, se intensificaron sus acciones en Cataluña.
Entre ellas cabe destacar el asalto a la fábrica de cervezas Moritz en agosto de 1944, y especialmente la Invasión del Valle de Arán entre el 8 y el 9 de octubre de 1944. Cuando los nazis ya retrocedían en Francia, 2500 guerrilleros entraron en el valle bien equipados y con armamento pesado, bajo la dirección de los comunistas. Con esta ofensiva y otra similar con 2500 guerrilleros unos días después, los antifranquistas querían conquistar parte del territorio español, declarando la zona conquistada bajo el gobierno de la República, que entonces estaba en el exilio, y forzar a los aliados de la Segunda Guerra Mundial a liberar España de la dictadura franquista, tal y como estaban haciendo en el resto de Europa. A partir de la derrota en el Valle de Arán, los comunistas dejaron este tipo de lucha.

### Muerte de los últimos maquis catalanes

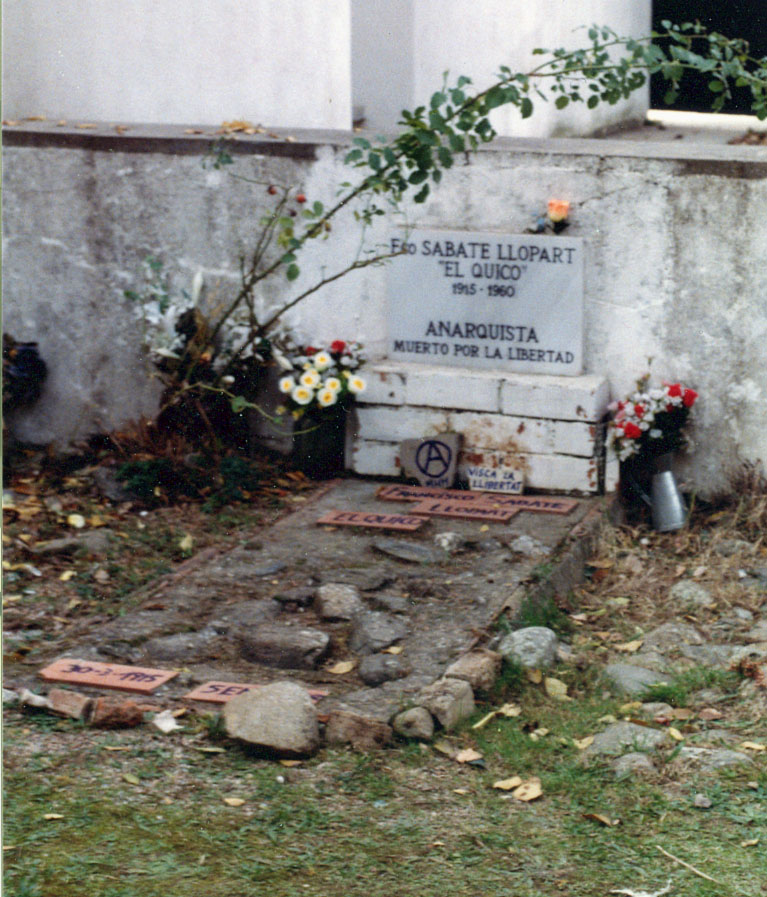
Tumba de Quico Sabaté en el cementerio de San Celoni.

Los dos últimos maquis, Quico Sabaté y Ramón Vila Capdevila "Caracremada", siguieron caminos paralelos hacia el fin de su vida.
Quico Sabaté, a buen seguro el maqui más emblemático, se encontraba encarcelado en Perpiñán por unos meses por el descubrimiento de un depósito ilegal de armamento. Al terminar la condena volvió a España el 30 de diciembre de 1959 acompañado de cuatro compañeros más: Antoni Miracle Guitart, Rogelio Madrigal Torres, Francisco Conesa Alcaraz y Martín Ruiz Montoya.
El grupo, que fue visto desde el principio en Albañá, caminó en dirección a Mayá de Moncal y pasó la noche en la casucha de Folgars, una masía abandonada en la montaña de la Mare de Déu del Mont. La Guardia Civil los rodeó y se produjo un tiroteo donde resultó herido Quico Sabaté, mientras que sus cuatro compañeros fueron abatidos a tiros en el término de Palol de Rebardit esa misma noche.
A pesar de la cojera, debido a las graves heridas, Quico Sabaté llegó a la población de San Celoni, donde protagonizó la última batalla después de una fuerte resistencia, al ser abatido por un somatén.
Ramón Vila Capdevila, Caracremada,  después de sabotear unas torres de alta tensión en Rajadell, en agosto de 1963, tomó el viaje de vuelta hacia su refugio de Prada, en Francia. Guardias civiles de la 231 Comandancia de Manresa intentaron rodearlo. Los guardias se hicieron notar, no sólo en Rajadell, sino también en Callús, Fonollosa, Sant Mateu de Bages y en otros términos vecinos.
La noche del 6 al 7 de agosto fue abatido por disparos de la Guardia Civil cerca de la masía abandonada de la Creu del Perelló, entre los términos de Castellnou de Bages y Balsareny. Fue enterrado en el cementerio de Castellnou de Bages sin ninguna indicación. El cura de la parroquia, al considerarlo un marginal, ni siquiera lo inscribió en el libro de registro eclesiástico.

## La universidad cerrada

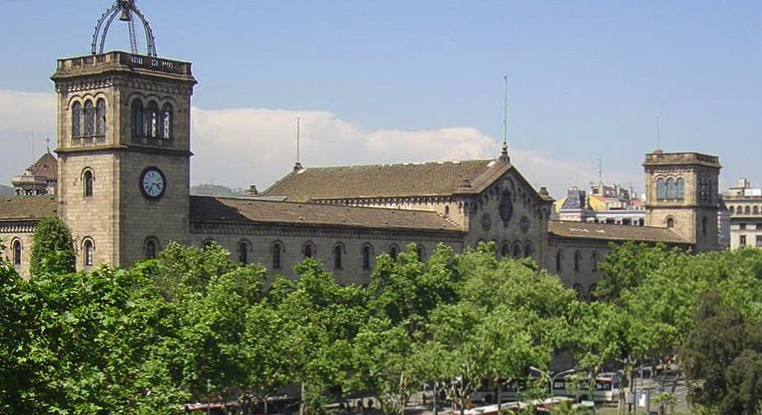
Edificio histórico de la Universidad de Barcelona en la plaza homónima

En el invierno 1956-1957, se produjo en Barcelona una intensa protesta ciudadana que cristalizó en el nacimiento de un importante movimiento universitario de carácter democrático. Se trató de un fenómeno inédito desde la Guerra Civil, masivo, estable y organizado.
La revuelta de los universitarios tuvo, de manera inmediata, la respuesta de las fuerzas de orden público. Los estudiantes, unos 500, se encerraron en la Universidad de Barcelona (UB). La intención posterior era la de salir del centro, pero lo impidieron la policía y el gobernador civil, Felipe Acedo Colunga, quien ordenó la descarga policial, con sus golpes, detenciones y multas y el cierre de la universidad, algo nuevo desde 1939.
Los hechos de la Universidad de Barcelona suponían una verdadera ruptura. El cambio del panorama político universitario también se notó con el crecimiento de grupos de izquierda y marxistas, como por ejemplo el Partido Socialista Unificado de Cataluña (PSUC).

## Los años sesenta
A lo largo de los años sesenta, la disidencia dentro de la España franquista creció hasta convertirse en un factor decisivo de la vida política. El Gobierno ensayó desde la represión total, contraproducente para su imagen, ya que evidenciaba que sólo la fuerza garantizaba la estabilidad, hasta un cierto nivel de tolerancia, que equivalía a debilidad y sólo favorecía la expresión del descontento.
La situación se había vuelto más compleja. Los grupos subversivos tradicionales como los comunistas, ahora colaboraban con otros que no se podían etiquetar así, como el caso de los católicos. Por otra parte, ante la pretensión de entrar en la Comunidad Económica Europea, el régimen debía tener cuidado de no excederse con el uso de la fuerza. En este contexto hay que entender los comentarios de la Policía Armada respecto a los estudiantes: "si cobran, lucen sus heridas en combate a sus compañeros, si los detienen, se convierten en mártires y los profesores los aprueban aunque no sepan nada."

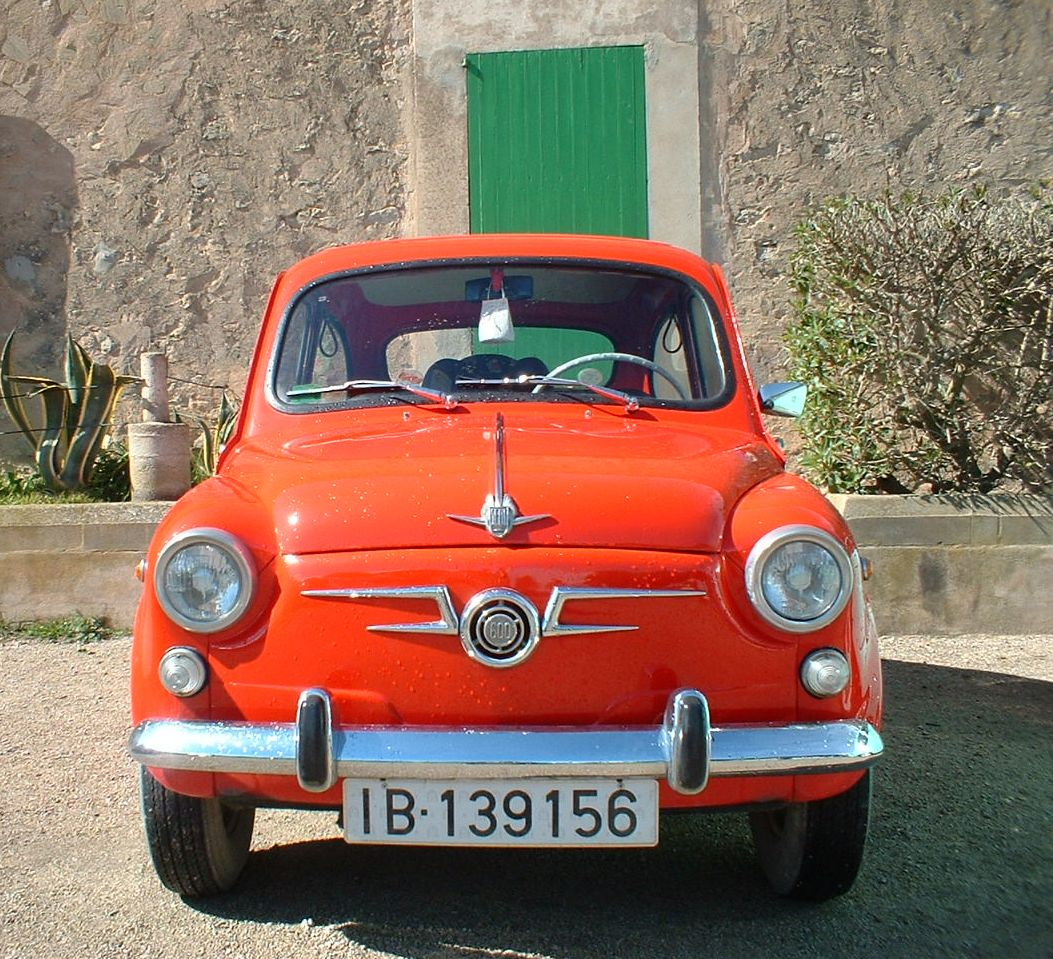
Ejemplar de Seat 600

Ser encarcelado por motivos políticos dejó de ser, como dicen los historiadores Carles Feixa y Carme Agustí, un estigma para el recluso. Perder la libertad para defenderla se convirtió en un motivo de orgullo. Las relaciones laborales habían experimentado un cambio importante en 1958, cuando la Ley de convenios colectivos estableció la negociación entre empresarios y trabajadores como medio para resolver los conflictos. Se convirtió en toda una novedad en la España franquista, donde la lucha de clases se había abolido por decreto, consiguiendo que por ejemplo, despedir a un trabajador resultara extremadamente complicado para el empresario.
En este marco todos se daban cuenta de que la sociedad de consumo suponía un cambio cualitativo. Electrodomésticos como la televisión o la lavadora y vehículos como el Seat 600 estaban al alcance de los trabajadores. Todo en medio de considerables sacrificios laborales y económicos que conllevaba el nuevo estatus, con los fenómenos del pluriempleo, las horas extraordinarias y el endeudamiento a plazos. Este crecimiento económico provocó en Cataluña una profunda transformación social.

### Los sucesos del Palacio de la Música Catalana

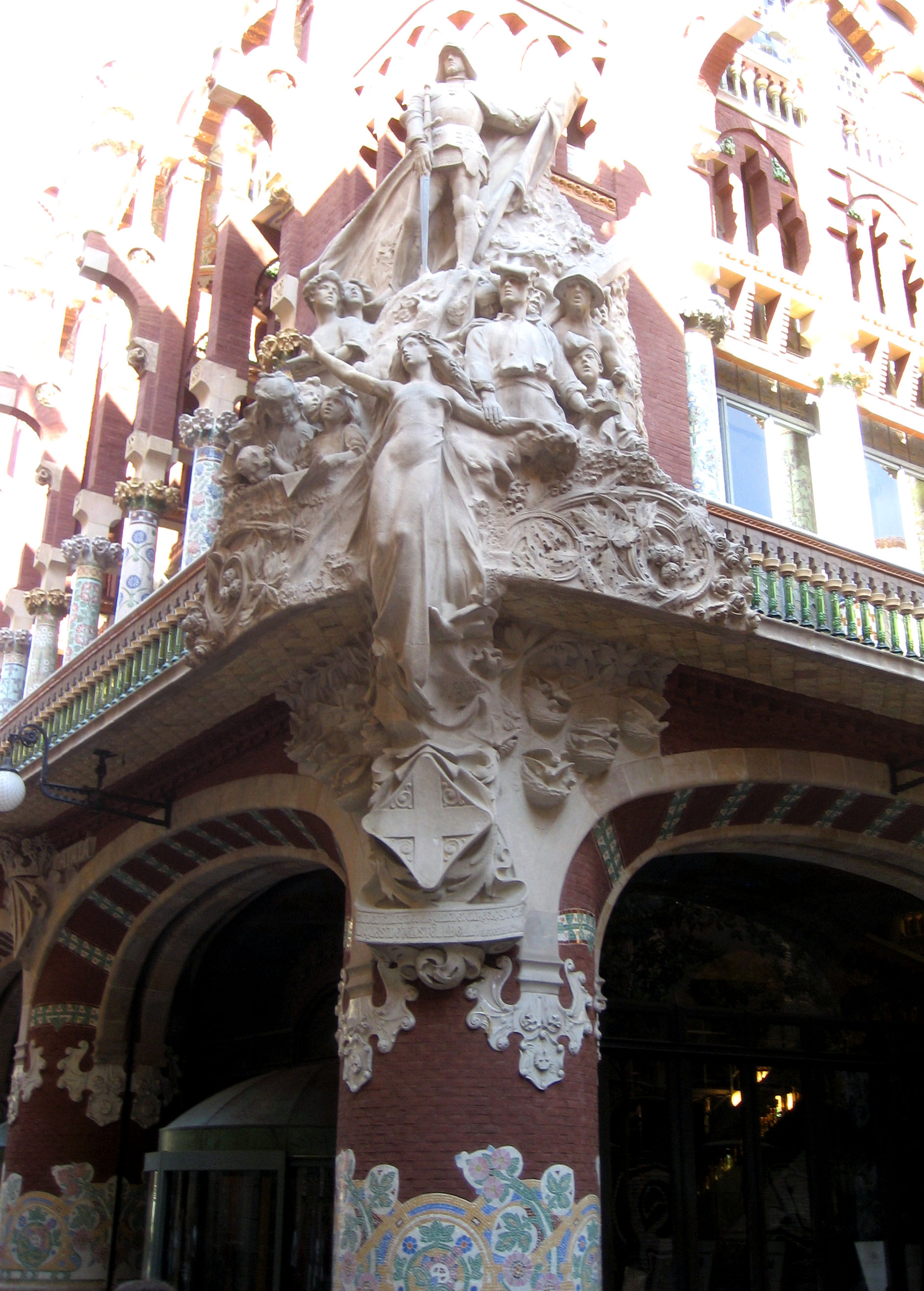
Fachada del Palacio de la Música Catalana

Los sucesos del Palacio de la Música Catalana, Fets del Palau, se produjeron en Barcelona el 19 de mayo de 1960, durante el homenaje del centenario del nacimiento del poeta catalán Joan Maragall organizado por el Orfeón Catalán, con presencia de ministros de Franco.
Dentro del repertorio autorizado figuraba el Cant de la Senyera. Tres días antes, sin embargo, el gobernador civil Felipe Acedo Colunga, prohibió que se cantara. Esto desató la indignación de los asistentes y Josep Espar Ticó la empezó a entonar. A continuación la policía empezó a golpear a los activistas cantores. Las detenciones no se hicieron esperar como por ejemplo la de Jaume Casajoana. Jordi Pujol, que no estaba en el Palacio pero sí que había sido uno de los organizadores del acto, fue detenido el 22 de mayo. El que sería presidente de la Generalidad se enfrentó a un consejo de guerra que tuvo lugar el 13 de junio. El desenlace, tras un juicio sin garantías, fue una condena de siete años para Pujol.
Jordi Pujol declararía años más tarde que los sucesos del Palacio de la Música fueron la primera victoria del catalanismo contra el franquismo.

### Nueva declaración del estado de excepción
El 8 de junio de 1962 el Consejo de Ministros acordó declarar el estado de excepción en todo el territorio español durante dos años. El Decreto ley 17/62 preveía la suspensión del artículo 14 del Fuero de los Españoles y suponía la aplicación del artículo 25 del capítulo III de la Ley de orden público, aprobada en 1959.
La razón principal que aportó el ministro de Gobernación, Camilo Alonso Vega, para adoptar estas medidas fue la "conspiración" que significaba el llamado "Contubernio de Múnich", un encuentro de 118 opositores al régimen, del interior y del exilio, que tuvo lugar en Múnich en el marco del IV Congreso del Movimiento Europeo Internacional.
A pesar de esta primera interpretación de la medida adoptada, lo cierto es que el estado de excepción sirvió al régimen para hacer frente a una serie de huelgas, a la consolidación de ETA o para detener la rebelión del movimiento estudiantil contra el Sindicato Español Universitario. Ante estos nuevos movimientos, la dictadura volvió a mostrar su lado más represivo. Fueron reiteradas las suspensiones del Fuero hasta el año de la muerte de Franco.

### La Nova Cançó(La Nueva Canción)

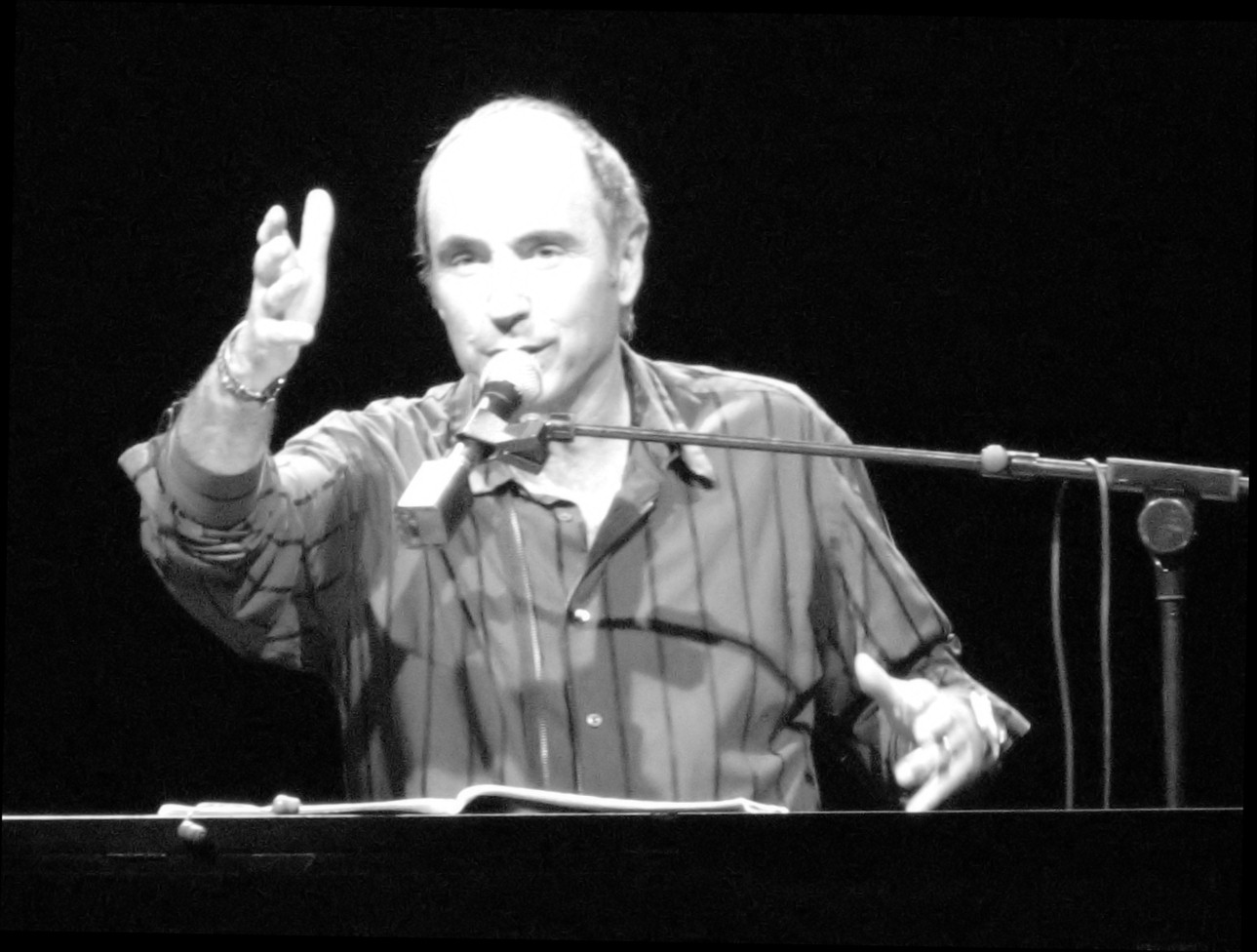
Lluís Llach en una actuación en el Olympia de París, 2006.

Ningún otro fenómeno tuvo, durante el franquismo y el tránsito de la dictadura a la democracia, la trascendencia que tuvo la Nova Cançó, rompiendo la minorización de la lengua y la cultura catalanas. El artículo de Lluís Serrahima "nos hacen falta canciones de ahora", publicado en la revista Germinàbit (posteriormente Serra d'Or en enero de 1959), es considerado el manifiesto fundacional de la Nova Cançó.
Ya en aquella época se encontraban en el mercado los primeros discos, editados por iniciativa del músico Josep Casas i Augé. Las hermanas Serrano y Josep Guardiola cantaban versiones de algunos éxitos internacionales en catalán, aunque la censura franquista obligó a titularlos en castellano. A pesar de todos los esfuerzos no fue hasta el año 1963 cuando, en el marco del V Festival de la Canción Mediterránea, Salomé y Raimon ganaron el festival con la canción Se'n va anar, un tema de Josep Maria Andreu y Lleó Borrell. De esta manera la canción catalana llegaba al gran público.

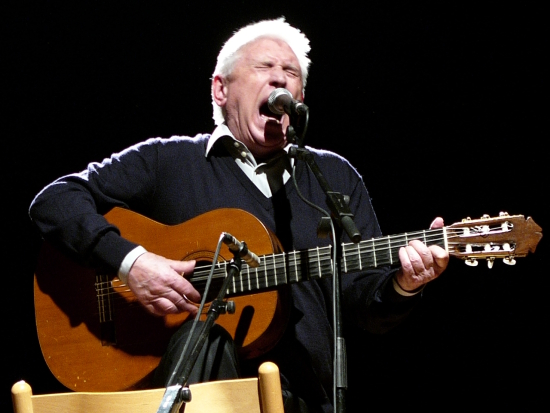
Raimon en Almusafes el 24 de febrero de 2008.

En diciembre de 1961, en un piso de la calle Santaló de Barcelona, tuvo lugar la primera audición pública de lo que luego serían Els Setze Jutges (en alusión a un conocido trabalenguas catalán), con la participación de Miquel Porter i Moix, Josep Maria Espinàs y Lluís Serrahima. Fue en 1962 cuando nació Edigsa, editora discográfica catalana. En ella se registraron discos de los primeros Setze Jutges. Este colectivo estuvo formado, en orden cronológico, por: Miquel Porter, Remei Margarit y Josep Maria Espinàs como miembros fundadores; Delfí Abella y Francesc Pi de la Serra se incorporaron en 1962; Enric Barbat, Xavier Elies y Guillermina Motta lo hicieron en 1963; Maria del Carme Girau, Martí Llauradó, Joan Ramon Bonet y Maria Amèlia Pedrerol en 1964; Joan Manuel Serrat en 1965; Maria del Mar Bonet en 1966; y, finalmente, la incorporación de Rafael Subirachs y Lluís Llach permitió que el grupo se completara hasta los dieciséis miembros en 1967.
Las apariciones de Raimon, Joan Manuel Serrat, Núria Feliu, Maria del Mar Bonet, Lluís Llach, Ovidi Montllor, La Trinca, el Grup de Folk, Pau Riba, Jaume Sisa y otros, constituyeron un reto a la concepción uniformista del franquismo, con contenidos que contribuyeron a difundir sentimientos e ideas a favor de la libertad y contra todo tipo de opresión.

### El abad Escarré marcha al exilio
El abad de Montserrat, Aureli Maria Escarré, dio un gran empuje a la renovación del monasterio , envió monjes a hacer estudios en el extranjero y dio apoyo a múltiples iniciativas culturales. Poco a poco adoptó una postura bastante crítica contra el régimen, que culminó en sus famosas declaraciones al diario francés Le Monde, publicadas el 14 de noviembre de 1963.
En el artículo el abad manifestaba: «Allí donde no hay libertad auténtica, no hay justicia, (...) el pueblo debe poder elegir su gobierno, (...) el régimen pone trabas al desarrollo de la cultura catalana, (...) la primera subversión que existe en España es la del gobierno», y la frase de la que se extrajo el titular: «No tenemos detrás veinticinco años de paz, sino veinticinco años de victoria. Los vencedores, incluyendo la Iglesia que se vio obligada a luchar al lado de estos últimos, no han hecho nada para acabar esta división entre vencedores y vencidos, esto representa uno de los fracasos más lamentables de un régimen que se llama cristiano, el Estado del cual, sin embargo, no obedece los principios básicos del cristianismo».
El 12 de marzo de 1965, el abad Escarré marchó hacia el exilio. Los motivos fueron varios. Por un lado, el régimen franquista estaba indignado. Las autoridades presionaron al Vaticano para emprender medidas contra Escarré. Finalmente el abad recibió del Vaticano la "recomendación" de dejar el monasterio.

### La Capuchinada
Entre el 9 y el 11 de marzo de 1966 Barcelona vivió uno de los episodios más significativos de la todavía incipiente lucha antifranquista: la organización del Sindicato Democrático de la Universidad de Barcelona (SDEUB), que culminaría en la Capuchinada. Unos hechos que no sólo significarían la eclosión de la contestación universitaria sino que también conllevarían el inicio de la unidad de acción de las fuerzas políticas y sociales antifranquistas. Fue en la primavera de 1.965, con el sindicato franquista Sindicato Español Universitario (SEU) agonizante, cuando se celebró la asamblea de la que salió el embrión del futuro SDEUB, con más de mil estudiantes, representantes electos de todos los cursos de todas las Facultades y Escuelas del Distrito Universitario, congregados en la Facultad de Derecho de la Universidad de Barcelona.
Todo estaba previsto para la constitución del SDEUB, que se produjo el 9 de marzo de 1966 en el convento de los Capuchinos de Sarrià. Los padres capuchinos habían dado permiso para que usara su sala de actos, de ahí la palabra Capuchinada (Caputxinada en catalán).
Finalmente, más de 500 personas, sobre todo estudiantes pero también profesores y 33 intelectuales y artistas de la talla de Jordi Rubió i Balaguer, Joan Oliver, Salvador Espriu, Antoni Tàpies y Maria Aurèlia Capmany, entre otros, se concentraron en Sarrià. En sólo una hora ya se habían aprobado los estatutos, la declaración de principios y el manifiesto (que llevaba por título Por una universidad democrática), justo el tiempo suficiente para poder constituir la SDEUB antes de que la policía llegara al convento y diera la orden de disolver inmediatamente el acto.

## El encierro de Montserrat
El día 12 de diciembre de 1970 unas 300 personas vinculadas a diversos sectores intelectuales, culturales y artísticos de Cataluña, decidieron encerrarse en el monasterio de Montserrat. El detonante de la acción fue el llamado Proceso de Burgos que el Gobierno franquista había emprendido contra militantes de ETA. Entre los concentrados había personajes de gran notoriedad como Antoni Tàpies, Joan Brossa, Joan Miró o Gabriel García Márquez, entre otros. Esto contribuyó a que la iniciativa tuviera un gran eco internacional.
Doscientas ochenta y siete personas fueron acogidas por los monjes en la hospedería de Montserrat durante el fin de semana del 12 al 14 de diciembre de 1970. Al cabo de unas horas el monasterio benedictino fue rodeado por la policía franquista y la Guardia Civil.

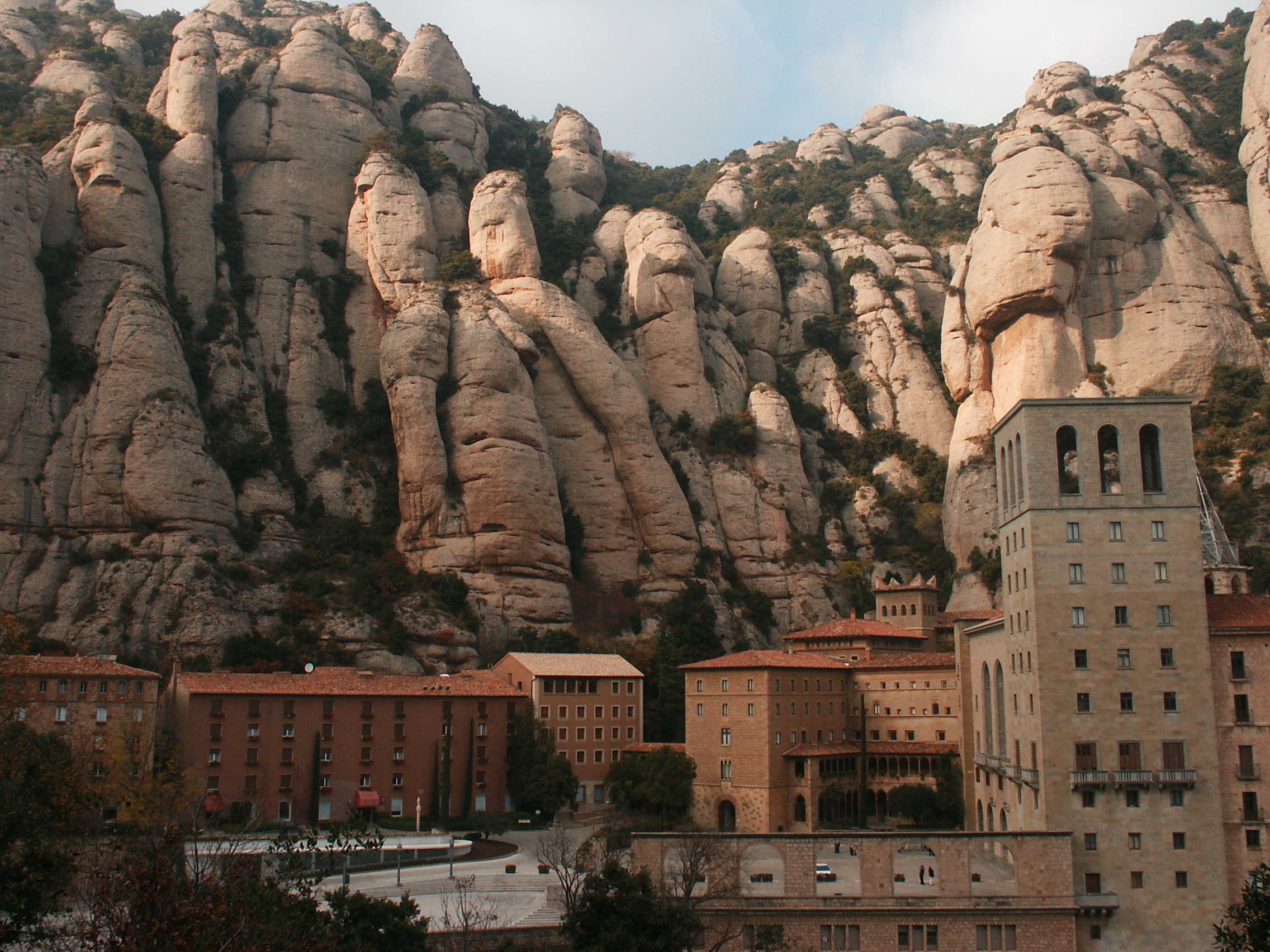
Monasterio de Montserrat

Los concentrados redactaron un manifiesto en el que se denunciaba el carácter represivo y totalitario del régimen franquista, a la vez que se pedía la abolición de la pena de muerte y el establecimiento "de un Estado auténticamente popular que garantice el ejercicio de las libertades democráticas y los derechos de los pueblos y naciones que forman parte del Estado español, incluido el derecho de autodeterminación". También se decía que: "el actual sistema político-jurídico, al servicio de una estructura clasista y anacrónica, convierte en delito hechos políticos y sociales que en todo Estado democrático son considerados legítimos e, incluso, constituyen derechos fundamentales de cualquier ciudadano".
Quince días más tarde del encierro en Montserrat, el 28 de diciembre, el régimen de Franco dictó sentencia por los 16 miembros de ETA procesados en Burgos. A seis de ellos se les condenaba a pena de muerte. La enorme repercusión de este acto fuera de las fronteras españolas podría haber contribuido a la supuesta magnanimidad de Franco. El día 31 de diciembre, en el mensaje de fin de año, el Caudillo conmutó la pena capital a los seis acusados del proceso de Burgos. Los concentrados en Montserrat habían conseguido mantener con vida a los miembros de ETA, internacionalizar las malas maneras del régimen y demostrar la impunidad judicial y policial en España. También fue una considerable contribución para la creación de la Asamblea de Cataluña, ocurrida un año más tarde.

### La Asamblea de Cataluña
La Asamblea de Cataluña fue constituida el 7 de noviembre de 1971, en la iglesia barcelonesa de San Agustín, como plataforma unitaria del antifranquismo catalán bajo la iniciativa de la Coordinadora de Fuerzas Políticas de Cataluña. Rápidamente agrupó a la gran mayoría de partidos políticos, sindicatos y organizaciones sociales. De ella salió el famoso lema: "Libertad, Amnistía y Estatuto de Autonomía". Sus puntos programáticos fueron, de manera resumida, los siguientes:
- Por los derechos y libertades democráticas.
- Acceso del pueblo al poder económico.
- Acceso del pueblo al poder político.
- Por el pleno ejercicio del derecho de autodeterminación.

Durante la década de los setenta la Asamblea de Cataluña fue el principal marco de coordinación de la resistencia contra la dictadura y lideró y organizó las principales movilizaciones populares de la época. Entre ellas la Marcha de la Libertad, el verano de 1976, bajo el lema de "Pueblo catalán, ponte a caminar".
La Asamblea de Cataluña se autodisolvió ya bastante avanzada la transición política.

### Los últimos coletazos del franquismo
El hecho que más marcó el tardofranquismo fue el asesinato del almirante Luis Carrero Blanco, el 20 de diciembre de 1973. Este hecho dejó descabezado el proyecto continuista del régimen. Esta muerte generó, primero un gran desconcierto en el gobierno de Arias Navarro y, más adelante, pánico en el seno del régimen por el futuro incierto que se abría justo en frente. Todo ello explica, posiblemente, el asesinato de Salvador Puig Antich y Georg Michael Welzel el 2 de marzo de 1974. Fueron los últimos ejecutados con el método del garrote vil.
Finalmente, el 27 de septiembre de 1975, con el Generalísimo ya en la cama, agonizando, fueron fusilados los cinco últimos condenados a muerte del franquismo, dos integrantes de ETA (Ángel Otaegi Etxeberria y Jon Paredes Manot Txiki) y tres miembros del FRAP (Ramón García Sanz, José Luis Sánchez Bravo y José Humberto Baena). El decreto antiterrorista fue aplicado implacablemente y con carácter retroactivo. Los hechos por los que se les acusaba habían tenido lugar antes de que fuera aprobado, con lo cual se vulneraba uno de los principios básicos de cualquier estado de derecho.
Las cinco últimas muertes del franquismo se producían sólo 54 días antes de que Franco muriera. Así pues, la dictadura había perdido parte del apoyo social de que gozaba en 1939. La Guerra Civil quedaba ya muy lejos y las nuevas generaciones no estaban dispuestas a soportar por más tiempo la falta de libertades y de modernidad. El 20 de noviembre de 1975 Franco murió en la cama, pero el franquismo tenía los días contados.

## La amnistía
La reivindicación de la amnistía en los últimos años de la dictadura y durante la Transición se convirtió en un eje vertebrador de la oposición antifranquista que consiguió movilizar muchos sectores de la población, que no dudaban en salir a la calle y participar en todo tipo de iniciativas para conseguirla.

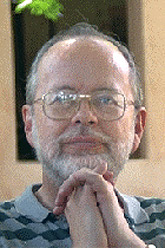
Lluís Maria Xirinacs.

Muerto Franco y después de que el príncipe Juan Carlos I fuera coronado rey por las Cortes franquistas el 25 de noviembre de 1975, se promulgó un indulto que fue acompañado de la supresión de la Ley de responsabilidades políticas de 1939. Estos gestos fueron considerados insuficientes por los movimientos opositores de toda España. Además, la inmediata confirmación de Arias Navarro al frente del Gobierno hizo entender a todos que, de momento, no había intención de propiciar ningún cambio político.
Las manifestaciones y acciones para reclamar la amnistía se reiniciaron con fuerza esa misma semana en todo el país. En Cataluña, Lluís Maria Xirinacs se instaló ante la Cárcel Modelo de Barcelona con la promesa de no retirarse hasta que no se consiguiera la amnistía total de los presos. Había comenzado lo que se llamó año de la amnistía, ya que durante 1976 fue cuando se llevaron a cabo las manifestaciones y los actos más importantes que hicieron tambalear la incipiente apertura.
Ante la amenaza de una «ruptura democrática», el Gobierno recuperó la iniciativa política en julio de 1976 con el nombramiento de Adolfo Suárez. Bajo su presidencia, se aprobó la tan reivindicada amnistía política, aprobada en referéndum en diciembre de 1976. A pesar de las esperanzas iniciales, pronto se vio que aquella no era la amnistía que se reclamaba, ya que no incluyó ni los delitos de sangre ni los militares republicanos o los de la Unión Militar Democrática (UMD).

### Primeras elecciones democráticas
Dos semanas antes de las elecciones, la mayoría de presos políticos comenzaron una huelga de hambre, ya que aún quedaban en Cataluña unos treinta presos sin amnistiar, la mayoría de la CNT. Finalmente, se celebraron las primeras elecciones democráticas, que tuvieron lugar el 15 de junio de 1977, y que ganó Adolfo Suárez al frente de la UCD.
A pesar de la consecución de la democracia y que el Gobierno promulgara dos normas más mediante las cuales se aplicaba la amnistía a los que habían sido funcionarios locales y de la Generalidad, la amnistía total no llegaba.

### La amnistía de 1977
Finalmente, el 14 de octubre de 1977 las nuevas Cortes democráticas aprobaron la que debía ser la definitiva ley de amnistía por una amplia mayoría con la abstención de Alianza Popular. Así, el decreto de 1977 fue también, como señalan muchos autores, una especie de ley de punto final, a pesar de quedar excluidos los militantes independentistas, los militares republicanos y los de la UMD con limitaciones. Uno de los puntos oscuros de la nueva ley fue que la esperada amnistía también llegó para los torturadores que durante años habían perseguido a los opositores políticos. Una manera de olvidar el pasado que no satisfacía a todos. Gracias a este decreto muchas víctimas del franquismo pudieron recuperar la libertad y los daños morales, pero también contribuyó que no se reconocieran las responsabilidades de aquellos que los habían perseguido, torturado y condenado, así como perdonar los actos por parte de los grupos contrarios al régimen.

## Filmografía
- Companys, procés a Catalunya, Josep Maria Forn, 1979.

Sinopsis:
Crónica del último año y medio de la vida del presidente de la Generalidad de Cataluña, que fue entregado al gobierno franquista por la Gestapo, poco después de instalarse en Francia.
A pesar de un intento de liberarlo por un grupo de nacionalistas fue fusilado casi inmediatamente.
- La fuga de Segovia, Imanol Uribe, 1981.

Sinopsis:
La historia narra un hecho real ocurrido en abril de 1976, que tiene como protagonistas un grupo de presos de ETA que invitan a participar en la fuga al catalán, Oriol Solé Sugranyes, miembro del Movimiento Ibérico de Liberación (MIL). La fuga acabó con el arresto de 24 de los fugados, la muerte en un encuentro con la Guardia Civil en Burguete (Navarra) de Oriol Solé Sugranyes y la huida a Francia de cuatro de ellos.
- La plaça del Diamant, Francesc Betriu, 1982.

Sinopsis:
Con Silvia Munt y Lluís Homar como protagonistas, y con música de Ramon Muntaner, Francesc Betriu llevó al cine esta película basada en la novela homónima de Mercè Rodoreda. Se trata de un fiel reflejo de la guerra civil española y la dura posguerra, situado en el barrio barcelonés de Gracia.
- Salvador, Manuel Huerga, 2006.

Sinopsis:
Salvador, narra la crónica de los acontecimientos que llevaron a la condena a muerte y a la ejecución del joven Salvador Puig Antich, miembro del (MIL), acusado de la muerte de un policía. A pesar de los esfuerzos de familiares, abogados y de las movilizaciones sociales, el régimen franquista se negó a darle el indulto y lo ejecutó a garrote vil.
- Pa negre, Agustí Villaronga, 2010.

Sinopsis:
La película "Pa negre", inspirada en el superventas homónimo de Emili Teixidor, cuenta una historia rural, una historia de familias en un pequeño pueblo catalán en una época dominada por los fascistas, en la potsguerra. El eje central del film es la devastación moral que produce la guerra sobre la población civil. Ha sido y es, sin duda, la película más galardonada del cine catalán.

### Documentales
- Records i oblits. 30 Minuts, Televisió de Catalunya, 1994.[42]
- El preu de la memòria. 30 Minuts, Televisió de Catalunya, 2000.[43]
- Els nens robats del franquisme. TVC, 2002.
- Crònica d'una mirada. Televisió de Catalunya, 2003.[44]
- Abecedari Porcioles. Televisió de Catalunya, 2004.[45]
- Pecats capitals (documental). Televisió de Catalunya, 2006.[46]
- Barraques. L'altra ciutat. 30 Minuts, Televisió de Catalunya, 2009.[47]
- Camp d'Argelers, Felip Solé. Sense ficció, TVC, 2009.[48][49]